# Diócesis de Saint-Hyacinthe
La diócesis de Saint-Hyacinthe (en latín: Dioecesis Sancti Hyacinthi y en francés: Diocèse de Saint-Hyacinthe) es una circunscripción eclesiástica latina de la Iglesia católica en Canadá, sufragánea de la arquidiócesis de Sherbrooke. La diócesis tiene al obispo Christian Rodembourg, M.S.A. como su ordinario desde el 29 de junio de 2017.

## Territorio y organización
La diócesis tiene 3448 km² y extiende su jurisdicción sobre los fieles católicos de rito latino residentes en la parte sudeste de la provincia de Quebec.
La sede de la diócesis se encuentra en la ciudad de Saint-Hyacinthe, en donde se halla la Catedral de San Jacinto el Confesor.
En 2020 en la diócesis existían 77 parroquias.

## Historia
La diócesis fue erigida el 8 de junio de 1852 con la bula Ad romanum spectat del papa Pío IX, obteniendo el territorio de la diócesis de Montreal (hoy arquidiócesis de Montreal) y de la arquidiócesis de Quebec.
El 28 de agosto de 1874 cedió una parte de su territorio para la erección de la diócesis de Sherbrooke (hoy arquidiócesis) mediante el breve Arcano divinae del papa Pío IX.
Originalmente sufragánea de la arquidiócesis de Quebec, en 1886 pasó a formar parte de la provincia eclesiástica de Montreal y en 1951 de la de Sherbrooke.

## Estadísticas
De acuerdo al Anuario Pontificio 2021 la diócesis tenía a fines de 2020 un total de 408 360 fieles bautizados.
| Año                                                                             | Población            | Población | Población      | Sacerdotes | Sacerdotes    | Sacerdotes    | Bautizados por sacerdote | Diáconos permanentes | Religiosos | Religiosos | Parroquias |
| Año                                                                             | Bautizados católicos | Total     | % de católicos | Total      | Clero secular | Clero regular | Bautizados por sacerdote | Diáconos permanentes | Varones    | Mujeres    | Parroquias |
| ------------------------------------------------------------------------------- | -------------------- | --------- | -------------- | ---------- | ------------- | ------------- | ------------------------ | -------------------- | ---------- | ---------- | ---------- |
| 1950                                                                            | 173 515              | 184 146   | 94.2           | 356        | 273           | 83            | 487                      |                      | 663        | 2012       | 99         |
| 1965                                                                            | 239 442              | 253 738   | 94.4           | 427        | 332           | 95            | 560                      |                      | 464        | 1991       | 105        |
| 1970                                                                            | 254 756              | 270 925   | 94.0           | 400        | 299           | 101           | 636                      |                      | 480        | 1758       | 106        |
| 1976                                                                            | 271 308              | 287 911   | 94.2           | 380        | 259           | 121           | 713                      | 9                    | 458        | 1779       | 106        |
| 1980                                                                            | 298 252              | 314 000   | 95.0           | 362        | 248           | 114           | 823                      | 18                   | 459        | 1699       | 106        |
| 1990                                                                            | 335 647              | 351 323   | 95.5           | 308        | 202           | 106           | 1089                     | 26                   | 353        | 1295       | 114        |
| 1999                                                                            | 353 854              | 372 805   | 94.9           | 256        | 170           | 86            | 1382                     | 27                   | 275        | 994        | 111        |
| 2000                                                                            | 352 326              | 368 686   | 95.6           | 254        | 170           | 84            | 1387                     | 28                   | 283        | 930        | 111        |
| 2001                                                                            | 350 946              | 363 808   | 96.5           | 248        | 172           | 76            | 1415                     | 29                   | 261        | 880        | 111        |
| 2002                                                                            | 330 112              | 356 650   | 92.6           | 237        | 160           | 77            | 1392                     | 34                   | 261        | 840        | 108        |
| 2003                                                                            | 350 940              | 361 059   | 97.2           | 234        | 149           | 85            | 1499                     | 32                   | 265        | 770        | 105        |
| 2004                                                                            | 349 614              | 359 844   | 97.2           | 224        | 146           | 78            | 1560                     | 31                   | 265        | 725        | 100        |
| 2010                                                                            | 372 000              | 389 000   | 95.6           | 220        | 117           | 103           | 1690                     | 28                   | 239        | 582        | 87         |
| 2014                                                                            | 387 000              | 407 600   | 94.9           | 195        | 92            | 103           | 1984                     | 28                   | 233        | 550        | 87         |
| 2017                                                                            | 399 815              | 421 070   | 95.0           | 187        | 86            | 101           | 2138                     | 27                   | 217        | 451        | 82         |
| 2020                                                                            | 408 360              | 420 178   | 97.2           | 157        | 73            | 84            | 2601                     | 27                   | 174        | 372        | 77         |
| Fuente: Catholic-Hierarchy, que a su vez toma los datos del Anuario Pontificio. |                      |           |                |            |               |               |                          |                      |            |            |            |

## Episcopologio
- John Charles Prince † (8 de junio de 1852-5 de mayo de 1860 falleció)
- Joseph La Rocque † (22 de junio de 1860-4 de febrero de 1866 renunció[4])
- Charles La Rocque † (20 de marzo de 1866-25 de julio de 1875 falleció)
- Beato Louis-Zéphirin Moreau † (19 de noviembre de 1875-24 de mayo de 1901 falleció)
- Maxime Decelles † (24 de mayo de 1901 por sucesión-7 de julio de 1905 falleció)
- Alexis-Xyste Bernard † (16 de diciembre de 1905-17 de junio de 1923 falleció)
- Fabien-Zoël Decelles † (24 de marzo de 1924-27 de noviembre de 1942 falleció)
- Arthur Douville † (27 de noviembre de 1942 por sucesión-13 de junio de 1967 renunció[5])
- Albert Sanschagrin, O.M.I. † (13 de junio de 1967-18 de julio de 1979 renunció)
- Louis-de-Gonzague Langevin, M.Afr. † (18 de julio de 1979-7 de abril de 1998 retirado)
- François Lapierre, P.M.E. (7 de abril de 1998-29 de junio de 2017 retirado)
- Christian Rodembourg, M.S.A., desde el 29 de junio de 2017